# Beuvrages
Beuvrages település Franciaországban, Nord megyében. Lakosainak száma 6791 fő (2022. január 1.). Beuvrages Raismes, Anzin és Bruay-sur-l’Escaut községekkel határos.

## Népesség
A település népességének változása:
| Lakosok száma | 6716 | 6582 | 6692 | 6740 | 6821 | 6809 | 6800 | 6784 | 6791 |
|               | 2013 | 2015 | 2016 | 2017 | 2018 | 2019 | 2020 | 2021 | 2022 |